# نیکی سورنسن
نیکی سورنسن (انگلیسی: Nicki Sørensen؛ زادهٔ ۱۴ مهٔ ۱۹۷۵) دوچرخه‌سوار اهل دانمارک است.
از باشگاه‌هایی که در آن بازی کرده‌است می‌توان به تیم تینکوف اشاره کرد.